# Wolfgang Lazius
Wolfgang Lazius (Beč, 31. listopada 1514. – Beč, 19. lipnja 1565.) bio je austrijski liječnik, povjesničar, geograf, kartograf.

## Život

### Biografija
Doktorirao je filozofiju 1532. u Beču, a 1538. medicinu u Ingolstadtu. Bio je profesor medicine na Sveučilištu u Beču, a bavio se i kartografijom, poviješću i drugim djelatnostima. Kao liječnik sudjelovao je dva puta u ratovima protiv Turaka 1541. Putovao je po Njemačkoj, Nizozemskoj, Francuskoj, Austriji, Švicarskoj i Ugarskoj. 

### Djelovanje
Na putovanjima je skicirao mjesta što je poslije rabio za kartografske radove. Najranija kartografska djela na kojima je prikazao Austriju ostala su u rukopisu, a prvi rad objavio je 1545. s naslovom Avstriae dvcatvs chorographia. Pisao je povijesna djela: povijest Beča 1546, vojnu povijest rimskih provincija 1551, o ratu protiv Turaka 1556, veliku povijest Europe s posebnim osvrtom na seobe njemačkih plemena 1557, povijest Grčke 1558. kao i drugim temama, uz koje je priložio povijesne karte. 
Kako su Turci pokušavali osvojiti Beč, rad na kartografiranju Ugarske i susjednih zemalja postajao je sve važniji. Kralj Ferdinand I. nije bio zadovoljan Lazarusovom kartom, te je odlučio izraditi bolju i veću. Taj posao povjerio je Laziusu, koji je bio dvorski historiograf i upravitelj umjetničkih zbirki kralja Ferdinanda I. Na putovanjima po ugarskim i slavonskim županijama, od 1552. do 1555, pratili su ga većinom domaći ljudi, poznavatelji zavičaja. Proveo je astronomsko-geodetska opažanja i mjerenja. Najviše mu je pomagao prijatelj i kolega Philipp Gundelius. Kada je terenski rad bio završen, nacrtao je veliku kartu Ugarske i susjednih zemalja u mjerilu oko 1:500 000, koja je sastavljena od devet listova. Kartu je tiskao u drvorezu bečki nakladnik Michael Zimmerman. Objavljena je 1556. u maloj nakladi. Danas je poznat samo jedan primjerak, a nalazi se u Sveučilišnoj knjižnici u Baselu. Faksimil tog primjerka izradili su Eugen Oberhummer i F. R. von Wiesner 1906.
Lazius je 1556. objavio knjigu o geografiji Ugarske i susjednih zemalja u kojoj je ukratko opisana i Slavonija. Karta Ugarske bila je uspješna zbog bogate toponimije. Slavonska toponimija zabilježena je pretežito u mađarskoj jezičnoj varijanti, zatim na njemačkom i latinskom jeziku. Za hrvatske pokrajine često je navodio starija antička imena. U posveti kralju Ferdinandu, tiskanoj na karti, ističe da "ona nije namijenjena samo za potrebe vojske ili trgovaca, nego i za razumijevanje starih povijesnih djela". Na istom mjestu zahvaljuje svima koji su mu pomagali, a prije svega kolegi Philippu Gundeliusu. U legendi u donjem lijevom kutu karte nalazi se popis suradnika. Od njih 24, trojica su Hrvati, a to su Matija Zaladnok, Zagrepčanin (Matheus Zaladnoky Zagrabiensis), Đuro Katić, Brođanin (Georgius Kathyt Brodsauiensis) i Antun Vrančić iz Berna (Antonius Wrantius in Bern). Vjerojatno je od njih dobivao upute ili podatke za kartografiranje pojedinih hrvatskih krajeva. Njegova karta poslužila je mnogim kartografima kao predložak. Među prvima njome se poslužio njemački kartograf Mathias Zyndt iz Nürnberga, koji je 1566. objavio reprodukciju, a 1567. kartu Ugarske na šest listova. Posljednju kartu tiskao je ponovno Jakob Pross u Pragu 1587. i 1594. Sambucus je 1572. preradio Laziusovu kartu Ugarske, a Mercator je na svojoj karti Sclavonia, Croatia, Bosnia cum Dalmatiae parte tokove rijeka Save, Drave i Dunava nacrtao prema uzoru na Laziusa kao i veći dio Slavonije. Njegove karte također je upotrebljavao Ortelius za svoj Theatrum Orbis Terrarum. 
Lazius je zapadne krajeve Hrvatske prikazao i u atlasu austrijskih pokrajina Typi Chorographici Provinciae Austriae, objavljenu u Beču 1561. Atlas se sastoji iz 11 regionalnih karata. Na dvjema se vidi Slovenija i jugozapadna Hrvatska s Istrom. Prva ima naslov Ducatus Carniolae et Histriae una cum Marchia Windorum, a druga Principat Goriciens: cum Karstio et Chaczeola Descriptio. Sve karte iz tog atlasa Ortelius je unio u svoj Theatrum. Lazarusova i Laziusova karta Ugarske epohalna su ostvarenja bečke kartografije. Na njima se prvi put vidi kartografska slika Slavonije s mnogo novih pojedinosti i spoznaja, pa se može reći da su to prve regionalne karte sjeverne Hrvatske.

## Djela
- Avstriae dvcatvs chorographia. 1545, 1556.
- Karta Bavarske. 1545.
- Regni Hungariae descriptio vera, 9 listova. 1556.
- Des Khünigreichs Hungern sambt seinen eingeleibten Landen grundtliche Beschreibung. Wien 1556, 76 str.
- Karta Grčke, 4 lista. 1558.
- Atlas Typi Chorographici Provinciae Austriae, 11 karata. Beč 1561.
- Karta Tirola. 1561.